# آوستن کمبل
آوستن کمبل (به انگلیسی: Austen Campbell) بازیکن فوتبال زادهٔ ۵ مه ۱۹۰۱ اهل کشور انگلستان بود که سابقهٔ بازی در تیم ملی فوتبال انگلستان را در کارنامهٔ خود دارد. وی در تاریخ ۲۲ اکتبر ۱۹۲۸ نخستین بازی ملی خود را در مقابل تیم ملی فوتبال ایرلند شمالی انجام داد و با حضور در ۸ بازی ملی، در تاریخ ۹ دسامبر ۱۹۳۱ واپسین بازی ملی‌اش را در برابر تیم ملی فوتبال اسپانیا برگزار کرد.